# Geheelonthouding

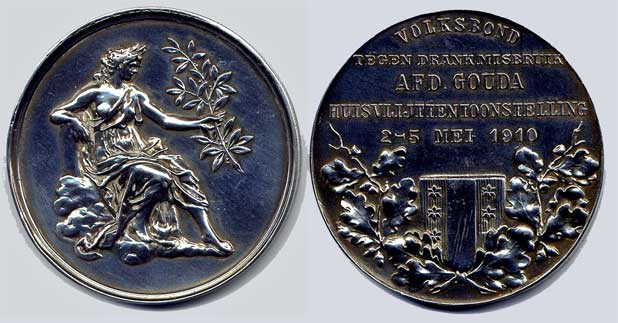
Herinneringspenning van de volksbond tegen drankmisbruik

Geheelonthouding is het afzien van het gebruik van alcohol. Mensen die zich geheel onthouden van alcohol (geheelonthouders) hebben vaak principiële (bijvoorbeeld levensbeschouwelijke), sociale of gezondheidsredenen om dat te doen.

## Geschiedenis
Het begrip geheelonthouding en de organisatie van geheelonthouders dateren uit de tweede helft van de negentiende eeuw, toen door de slechte woon- en werkomstandigheden het drankgebruik onder arbeiders sterk was toegenomen. Voor de Tweede Wereldoorlog was de geheelonthoudersbeweging – net als de rest van de samenleving – sterk verzuild. Er waren socialistische, protestants-christelijke en rooms-katholieke en liberale geheelonthoudersverenigingen.

### Verenigingen en bonden
- De Nederlandsche Christelijke Geheelonthouders Vereniging (NCGOV)[1] werd opgericht in 1881.  De NCGOV exploiteerde alcoholvrije hotel-restaurants met de naam Het Blauwe kruis. Onder deze naam verscheen ook het door deze vereniging uitgegeven tijdschrift. Eind jaren tachtig ging de NCGOV samen met de Gereformeerde Vereniging voor Drankbestrijding (GVD) verder als de Christelijke Beweging voor Drankbestrijding (CBD). In 2003 ging de CBD ter ziele.[2][3][4]
- De Algemene Nederlandse Geheel-Onthouders Bond (ANGOB) werd opgericht in 1897. In de negentiende eeuw was drankbestrijding veelal jeneverbestrijding geweest. ANGOB en NCGOV betoogden dat alcohol altijd gevaar oplevert in welke drank hij zich ook bevindt. De ANGOB bevorderde de oprichting van geheelonthouders-koffiehuizen in de grote steden, in sommige plaatsen ook -sportverenigingen, -toneelverenigingen en -zangkoren. Sinds 1933 heeft de ANGOB ook een alcoholvrij geëxploiteerde camping in Beekbergen genaamd het Spoek. De ANGOB  propageert een alcoholvrije leefstijl, heeft zijn werkterrein inmiddels ook verbreed tot softdrugs en is in 2007 omgezet in  een  stichting.[5]
- De rooms-katholieke vereniging, later stichting, Sobriëtas (= matigheid) exploiteerde alcoholvrije lokaliteiten.
- De liberale Volksbond tegen Drankmisbruik richtte rond 1900 in diverse steden koffiehuizen voor geheelonthouders op, waarin geen alcohol werd geschonken. De bond werd in 1875 opgericht onder de naam Multapatiorsbond. In de periode na 1975 zette de bond een aantal nieuwe projecten op, die werden uitgevoerd door een nieuwe stichting, Alcohol Consultancy Nederland (ALCON). De ALCON heeft als taak het bedrijfsleven te stimuleren om aandacht te geven aan het terugdringen en voorkomen van alcoholproblemen op de werkplek.[6]

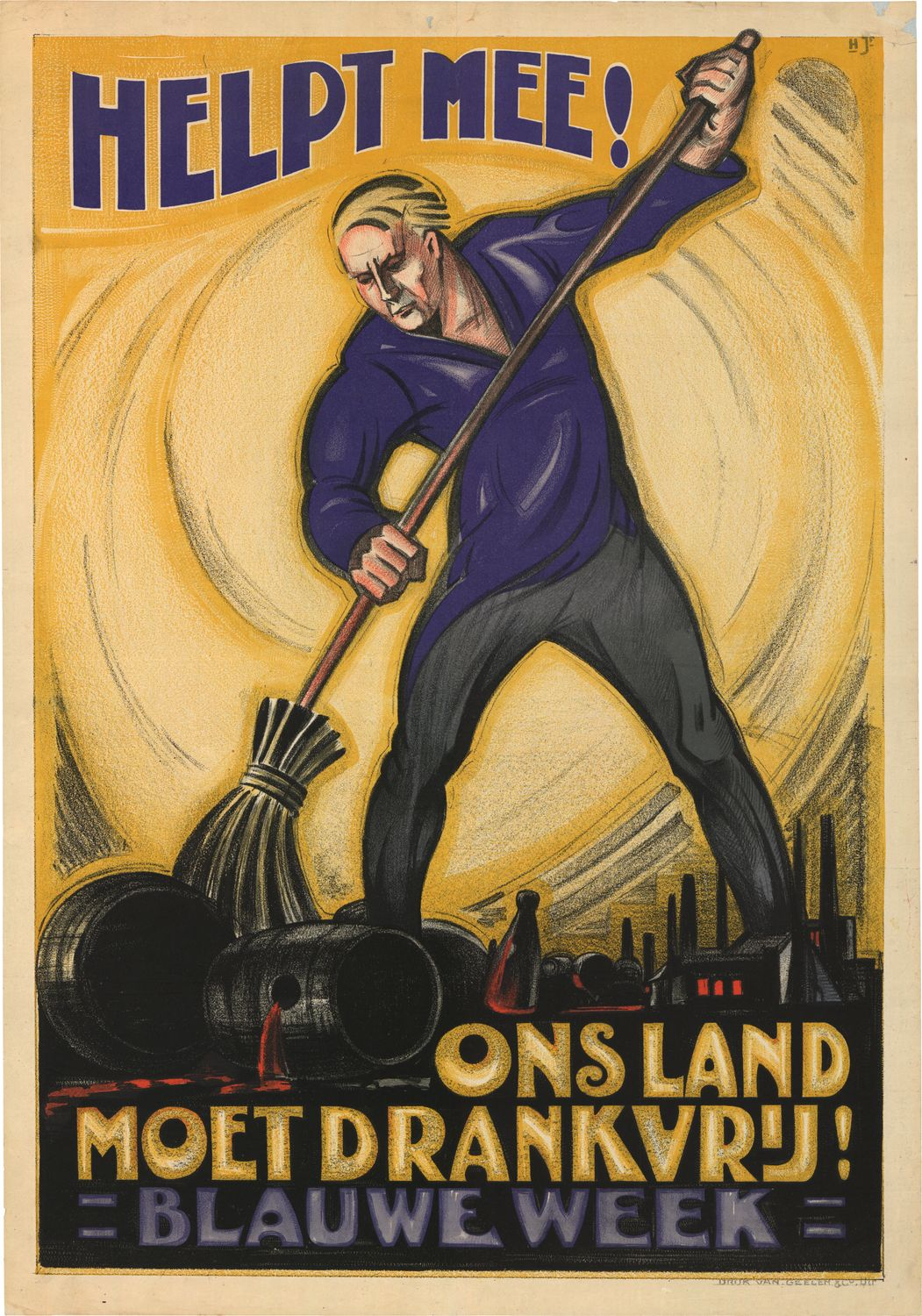
Poster ter promotie van de Blauwe Week, een week waarin men aan geheelonthouding deed, ontworpen door Albert Hahn jr.

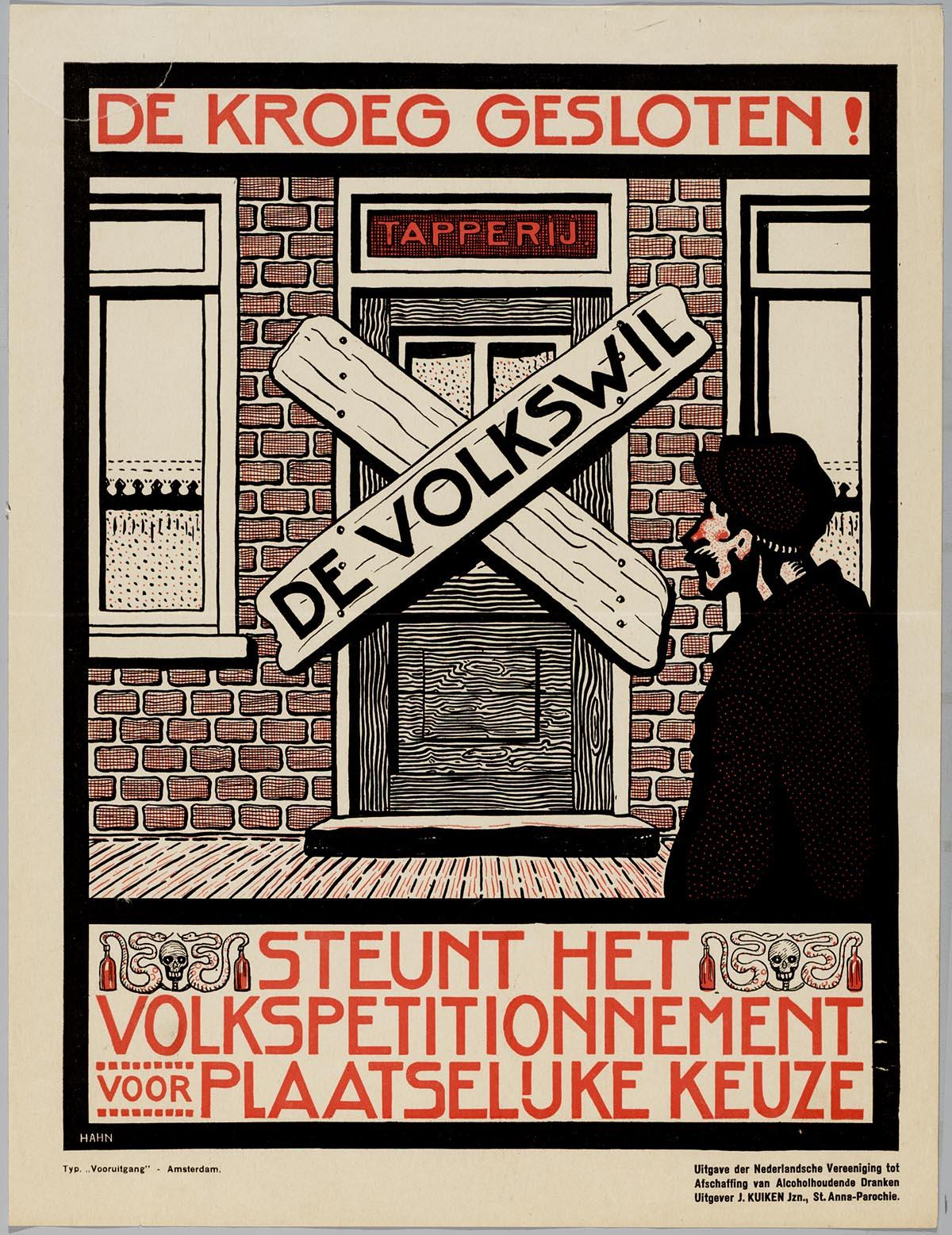
Poster voor de Nederlandsche Vereeniging tot Afschaffing van Alcoholhoudende Dranken, ontworpen door Albert Hahn sr., 1913

- In 1844 werd de Nederlandsche Vereeniging tot Afschaffing van Sterken Drank (vaak alleen NV of blauwe NV genoemd) opgericht. Deze vereniging richtte zich uitsluitend op het gebruik van sterke drank., d.w.z. alle gedistilleerde dranken. In eerste instantie was dit een overwegend christelijke organisatie, die in de jaren negentig van de 19e eeuw een crisis doormaakte om daarna een met de SDAP sympathiserende vereniging te worden.[7] In dezelfde tijd werd ook de doelstelling verruimd en kreeg de vereniging de naam Nederlandse Vereniging tot Afschaffing van Alcoholhoudende Dranken (kortweg 'de NV' of de blauwe NV genoemd).
 De NV fuseerde in 1962 met de Snelverkeers Onthouders Vereniging (SOV) en de Nederlandse -Loge van de Internationale Orde van Goede Tempeliers (IOG) tot de Algemene Nederlandse Drankbestrijders Organisatie (ANDO). Het door de ANDO uitgegeven blad heet 'Nuchter Bekeken'. Een van de bekendste sociaaldemocratische leden van de NV was premier Willem Drees.[8] Door de Jeugdbond voor Onthouding (JVO) nauw verbonden met de NV werd in 1930 Us Blau Hiem in Appelscha aangekocht en geëxploiteerd als een recreatiecentrum voor geheelonthouders. De ANDO is eind 2013 opgeheven.

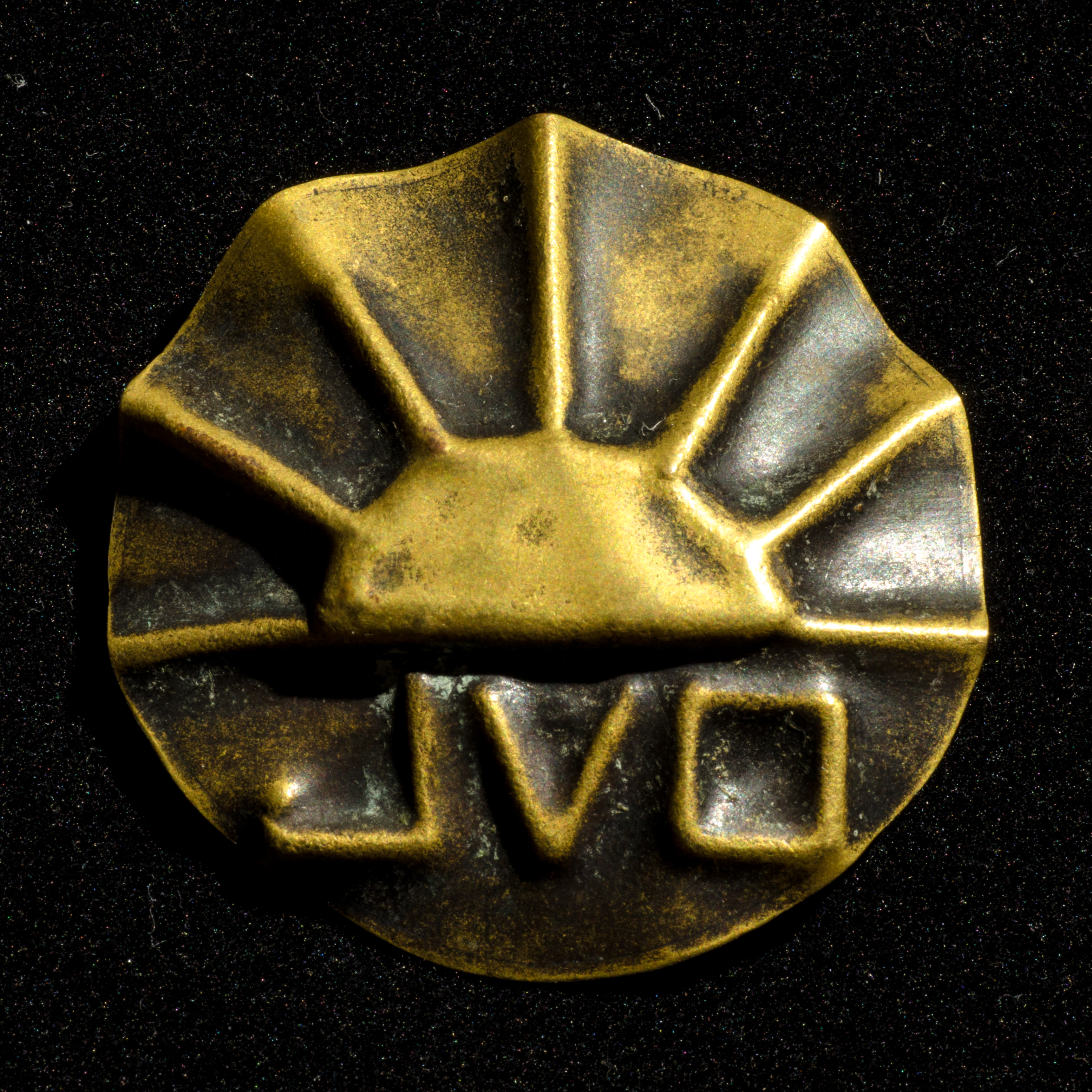
Draaginsigne van de Jeugdbond voor Onthouding (JVO, ± 1935

Een veel gebruikt symbool van de verenigingen van drankbestrijders was een blauwe knoop.
In 1999 sloot in Gouda aan de Westhaven 4, het laatste Blauwe Kruis van de Christelijke Beweging voor Drankbestrijding (CBD).

## Huidige situatie
De verslavingszorg en zelfhulporganisaties als de Anonieme Alcoholisten bestrijden de problematiek van het alcoholmisbruik. Als politiek thema is de drankbestrijding enige decennia op de achtergrond geraakt. Wel krijgen de excessen rond drankgebruik bij jongeren meer aandacht. De discussie over de leeftijdsgrens bij verkoop van alcoholhoudende dranken heeft de politieke agenda bereikt. Vanaf 1 januari 2014 is de wettelijke minimumleeftijd voor het consumeren van alcohol in Nederland verhoogd van zestien naar achttien jaar. In België is de minimumleeftijd anno 2022 nog steeds 16 jaar voor bier en wijn; voor sterkedrank is de minimumleeftijd 18 jaar.